# Hatley (Wisconsin)
Hatley è un comune degli Stati Uniti, situato in Wisconsin, nella Contea di Marathon.